# NGC 2485
NGC 2485 (również PGC 22266 lub UGC 4112) – galaktyka spiralna (Sa), znajdująca się w gwiazdozbiorze Małego Psa. Odkrył ją Albert Marth 25 marca 1864 roku.